# Tõnis Palts
Tõnis Palts (ur. 29 marca 1953 w Kuressaare) – estoński polityk, przedsiębiorca, samorządowiec, dwukrotnie burmistrz Tallinna, w 2003 minister finansów, parlamentarzysta.

## Życiorys
Z wykształcenia inżynier, w 1976 ukończył studia w Instytucie Politechnicznym w Tallinnie. Do 1987 pracował w państwowym przedsiębiorstwie rybackim, dochodząc do stanowiska dyrektora wydziału łączności. Następnie przez rok był dyrektorem departamentu zaopatrzenia w centrum komunikacyjnym. Od 1988 zarządzał przedsiębiorstwami różnych branż, kierował m.in. spółką prawa handlowego prowadzącą telewizję kablową. Od czerwca do grudnia 2001 po raz pierwszy pełnił funkcję mera Tallinna z rekomendacji Związku Ojczyźnianego.
W wyborach w 2003 został kandydatem powołanego dwa lata wcześniej ugrupowania Res Publica. W wyniku tego głosowania uzyskał mandat posła do Riigikogu X kadencji. W kwietniu tego samego roku objął urząd ministra finansów w koalicyjnym rządzie Juhana Partsa. Jeszcze w październiku 2003 został zastąpiony przez Taaviego Veskimägiego. W październiku 2004 zrezygnował z mandatu deputowanego, przez rok (do listopada 2005) ponownie był burmistrzem estońskiej stolicy. Następnie ponownie zaangażował się w działalność biznesową. W 2011 powrócił po kilkuletniej przerwie do estońskiego parlamentu jako poseł XII kadencji z ramienia partii Isamaa ja Res Publica Liit, którą współtworzyły kilka lat wcześniej jego oba dotychczasowe ugrupowania.
Tõnis Palts jest żonaty, ma czterech synów i dwie córki. Działa w stołecznym klubie Rotary.